# 安东尼奥·维托廖索
安东尼奥·维托廖索（義大利語：Antonio Vittorioso，1973年1月9日—），意大利前男子水球运动员。他曾代表意大利国家队参加2000年夏季奥林匹克运动会水球比赛，结果获得第五名。